# Xtremo
Xtremo es una película española original de Netflix de cine policíaco estrenada en 2021. La película está dirigida por Daniel Benmayor, escrita por Iván Ledesma y protagonizada por Teo García, Óscar Jaenada, Óscar Casas, Andrea Duro, Sergio Peris-Mencheta y Alberto Jo Lee, con la colaboración de los galardonados Luis Zahera y Juan Diego. La película es una idea original de Teo García y Genaro Rodríguez.

## Sinopsis
Dos años después de que su hermano Lucero traicionara a la familia, matando a su padre e hijo y dejándolo casi muerto, Max está listo para ejecutar su venganza. Su plan, cuidadosamente planeado, se adelanta cuando los hombres de Lucero matan sin piedad a la familia de Leo, el chico que había tomado como protegido. Sin nada que perder, Max se enfrenta uno a uno a los secuaces de Lucero hasta que finalmente llega a su blanco, Lucero.

## Reparto
- Teo García como Max
- Óscar Jaenada como Lucero
- Óscar Casas como Leo
- Andrea Duro como María
- Sergio Peris-Mencheta como Finito
- Alberto Jo Lee como Chul Moo
- Luis Zahera como Urquiza
- Juan Diego como Ricardo
- Andrés Herrera como Rafa
- Nao Albet como Jaro
- César Bandera como Romeo
- Isa Montalbán como Daniela
- Joel Bramona como Ander
- Llum Barrera como Juana
- Marta Rodríguez como Yoli
- Álex Losada como Tomy
- Carlos Licea como Santos
- Rina Ota como Papa San